# A Tourist's Guide to Love
A Tourist's Guide to Love (bra: Guia de Viagem para o Amor; prt: Guia Turístico Para o Amor) é um filme de comédia romântica de 2023, dirigido por Steven K. Tsuchida e escrito por Eirene Tran Donohue. É estrelado por Rachael Leigh Cook, Scott Ly, Missi Pyle, Ben Feldman, Nondumiso Tembe e Andrew Barth Feldman (em sua estreia no cinema). As filmagens ocorreram no Vietnã em abril de 2022. O filme foi lançado em 21 de abril de 2023, na Netflix, e recebeu críticas mistas.

## Enredo
Amanda Riley, uma profissional do setor de turismo que trabalha em uma indústria de viagens chamada Tourista, embarca em uma missão secreta para estudar o setor turístico do Vietnã após o fim inesperado de seu relacionamento de cinco anos com John. Sua chefe, Mona, a convence a fazer as unhas em preparação para um suposto pedido de casamento, mas John, em vez disso, sugere uma pausa no relacionamento para aceitar um emprego em Ohio.
No aeroporto do Vietnã, Amanda é recebida por Sinh, o guia turístico da Saigon Silver Star, e sua prima Anh, filha do dono da empresa. À noite, Amanda conhece o restante dos viajantes. Para manter sua missão em segredo, ela sugere que todos escondam suas profissões e façam disso uma espécie de jogo.
Mona entrega a Amanda roteiros sugeridos, mas Sinh os rejeita constantemente e insiste para que ela confie nas escolhas dele. Aos poucos, Amanda começa a sair de sua zona de conforto, aprendendo a negociar, experimentando comidas exóticas e atravessando ruas movimentadas sem faixa de pedestres. Sinh percebe que Amanda subestima a si mesma e acredita que, em vez de seguir um itinerário rigoroso, o grupo deveria ser mais flexível e aproveitar o dia conforme as oportunidades surgem.
Em um templo, Sinh faz alguns arranjos para que o grupo possa assistir à preparação da dança do leão, parte das celebrações do Tết, o Ano Novo Lunar vietnamita. Em uma loja de costura, o grupo manda fazer roupas sob medida, seguindo a tradição do Tết de usar algo novo e de cores vivas para atrair sorte e prosperidade.
Enquanto os outros descansam antes do jantar, Sinh leva Amanda a uma pequena rua decorada com lanternas de papel brilhantes e se abre sobre sua vida. Ele conta que se mudou para os Estados Unidos ainda criança, mas voltou ao Vietnã após a faculdade. Inicialmente, trabalhou no restaurante de seu pai, mas encontrou sua verdadeira vocação como guia turístico na empresa de seu tio.
Aproveitando o dia à beira da água, Sinh e Amanda passeiam em um barco redondo e acabam caindo na água. Pouco depois, Anh descobre que conseguir ingressos para a Ponte Dourada levaria horas, mas Sinh, mais uma vez, improvisa. Eles visitam o Santuário de Mi-sön, um conjunto de ruínas hindus com mais de mil anos de história.
Cada vez mais inspirada, Amanda segue Sinh por caminhos menos convencionais enquanto o grupo visita a vila da avó dele. Lá, eles se hospedam nas casas dos moradores locais, e a avó, percebendo a química entre Amanda e Sinh, convida-a para ficar em sua casa. O grupo ajuda nos preparativos para o Tết, limpando, decorando e preparando um banquete.
Anh traduz a avó para que ela pergunte a Amanda quais são suas intenções com Sinh. Amanda, embora claramente interessada nele, insiste que deseja apenas manter a amizade. A avó, desconfiada, diz que não acredita nela e sai. Anh permanece e confessa a Amanda que seu pai está vendendo a empresa, algo que Sinh ainda não sabe. Anh também explica que, no Tết, a primeira pessoa a bater na porta de sua casa influencia significativamente o ano que está por vir.
Sinh visita Amanda bem cedo, e todos ajudam nos preparativos do banquete. Vestindo suas roupas feitas sob medida, tanto laços antigos quanto novos se fortalecem. Amanda está prestes a contar a Sinh o verdadeiro propósito de sua viagem, mas eles acabam se beijando.
No dia seguinte, ao chegarem em Hanói, John aparece de surpresa e diz que quer reconquistar Amanda. Tanto Sinh quanto Amanda ficam visivelmente abalados. A sós com ela, John afirma estar pronto para levar o relacionamento deles a um novo patamar. Confusa, Amanda liga para Mona e desabafa sobre seu triângulo amoroso inesperado, dizendo que se sente confortável e familiar com John, mas que Sinh é aventureiro e empolgante.
Durante o show de marionetes aquáticas naquela noite, Sinh senta-se cabisbaixo de um lado de Amanda, enquanto John ocupa o outro. Mais tarde, o grupo se reúne do lado de fora, animado com o show, enquanto aproveitam a comida de vendedores ambulantes. É então que Anh descobre que a Tourista comprou a empresa de turismo. John parabeniza Amanda, forçando-a a confessar sua participação na negociação. Sentindo-se traído, Sinh sai furioso, e Amanda tenta alcançá-lo, mas ele acredita que tudo foi uma mentira.
No dia seguinte, John diz a Amanda que voltará para Los Angeles no final do ano, para que possam procurar uma casa juntos. Nesse momento, ela percebe que ele não está realmente interessado em casar, mas apenas tentando agradá-la. Decidida, Amanda termina o relacionamento e se despede de John.
Enquanto isso, os primos fazem as pazes, e Sinh decide ir para a casa de seu pai para espairecer a cabeça. Ao descobrir isso, Amanda pede ajuda a Anh, que a guia pela cidade para impedir Sinh de partir e para que ela confesse seus verdadeiros sentimentos por ele.

## Elenco
- Rachael Leigh Cook como Amanda Riley
- Scott Ly como Sinh Thach
- Ben Feldman como John
- Missi Pyle como Mona
- Glynn Sweet como Brian Conway
- Alexa Povah como Maya Conway
- Jacqueline Correa como Sam Gonville
- Nondumiso Tembe como Dom Fisher
- Morgan Lynee Dudley como Robin
- Andrew Barth Feldman como Alex
- Quinn Trúc Trần como Anh
- Nsưt Lê Thiện como Ba Noi
- Anh Dào como Tia Diem

## Produção
Em abril de 2021, a Variety informou que Rachael Leigh Cook iria protagonizar e produzir uma comédia romântica, intitulada A Tourist's Guide to Love, baseada em uma ideia original dela juntamente com Eirene Tran Donohue escrevendo o roteiro. O filme é distribuído pela Netflix e produzido pela Head First Productions e Muse Entertainment. Em maio de 2022, foi anunciado que o elenco seria formado por Scott Ly, Ben Feldman, Missi Pyle, Jacqueline Correa, Nondumiso Tembe, Morgan Lynee Dudley, Andrew Barth Feldman, Glynn Sweet, Alexa Povah, Thanh Truc e Le Thien.
As gravações começaram em abril de 2022 e ocorreram em várias cidades do Vietnã, como a Cidade de Ho Chi Minh, Da Nang, Hội An, Hanói e Hà Giang. Donohue explicou por que era importante para ela não fazer um filme americano ambientado no Vietnã que focasse na guerra, dizendo: "Quase não existem filmes americanos ambientados no Vietnã que não sejam sobre os traumas da guerra. Era muito importante para mim contar uma história sobre a vida atual. Uma história cheia de alegria, amor e celebração. Eu queria mudar a narrativa sobre o Vietnã, destacando-o como um país moderno e próspero, cujas histórias merecem ser contadas".

## Lançamento
A Tourist's Guide to Love foi lançado na Netflix em 21 de abril de 2023.

## Recepção

### Resposta da crítica
No site agregador de críticas Rotten Tomatoes, 68% das 19 críticas são positivas, com uma classificação média de 5,7/10. O Metacritic, que usa uma média ponderada, atribuiu ao filme uma pontuação de 49 em 100, baseada em 8 críticos, indicando "críticas mistas ou médias".
Christy Lemire, do RogerEbert.com, deu ao filme uma nota de dois e meio de cinco estrelas, comentando que o filme simplesmente cumpria todos os clichês do gênero. Apesar de elogiar a "simpatia" de Cook e o carisma, junto da "atuação sutil" de Ly, ela concluiu que a história era "tão inofensiva quanto seu título brandamente esquecível sugeriria". Courtney Howard, da Variety, foi mais elogiosa quanto à "brilhante química" entre Cook e Ly, destacando a dinâmica envolvente entre os dois. Ela também elogiou o "cuidado em incorporar os cenários e sons do Vietnã à narrativa", mas reconheceu que o filme se apoia na "zona de conforto dos clichês do gênero". Além disso, criticou os cineastas por não saírem "da mesmice" e levarem "uma visão menos caminho andado" somente para enriquecer a narrativa.
Noel Murray, do Los Angeles Times, também criticou a trama, afirmando que, embora "os protagonistas do filme sejam inegavelmente carismáticos, o diretor Steven K. Tsuchida e a roteirista Eirene Tran Donohue não oferecem a eles muito além do que já foi feito inúmeras vezes antes." Elisabeth Vincentelli, escrevendo para o The New York Times, também desaprovou o filme por sua falta de originalidade, destacando que "as músicas vietnamitas cativantes da trilha sonora são o único brilho nesta produção de coisas monótonas."